# Hank Baskett
(en) Statistiques sur pro-football-reference
Henry « Hank » Randall Baskett III, né le 4 septembre 1982 à Clovis (Nouveau-Mexique), est un joueur américain de football américain évoluant au poste de wide receiver.

## Biographie

### Carrière universitaire
Il a joué avec les New Mexico Lobos de l'Université du Nouveau Mexique à Albuquerque, réussissant lors de sa dernière année 67 réceptions pour 1 071 yards et 9 touchdowns.

### Carrière professionnelle
Il n'est pas drafté mais est recruté comme agent libre par les Vikings du Minnesota en 2006. Il est cependant directement échangé contre le wide receiver Billy McMullen des Eagles de Philadelphie.
Il reste avec les Eagles jusqu'en 2009 où, soumis à une forte concurrence à son poste et la franchise voulant faire de la place pour Michael Vick, il devient agent libre. Il rejoint finalement les Colts d'Indianapolis pour un contrat d'une année pour suppléer à la blessure d'Anthony Gonzalez.
Aujourd'hui Baskett est retourné chez les Vikings.

### Vie privée
Il est marié avec Kendra Wilkinson, une playmate, depuis 2009.
- En décembre 2009, Kendra a accouché d'un fils, Hank Baskett IV à Indianapolis.
- Le couple accueille un second enfant le 16 mai 2014, une petite fille prénommée : Alijah Mary Baskett.

Le 6 avril 2018, Kendra Wilkinson  demande le divorce à Hank Baskett, cherchant à retrouver son nom de jeune fille dans la foulée,.